# Midway (Columbia Británica)
Midway es un pueblo de la provincia canadiense Columbia Británica y está ubicado en el distrito regional de Kootenay Boundary. El río Kettle fluye inmediatamente al sur de la comunidad, el cual cruza en ese lugar la frontera con el estado estadounidense de Washington.

## Historia
El terreno en el sitio actual fue dividido en lotes por la Midway Town Site Company, que fueron vendidos por 100 dólares cada uno. Midway originalmente se llamaba Boundary City, cuando fue fundado en 1893. Sin embargo el nombre resultó ser demasiado similar al de la cercana ciudad fundidora de Boundary Falls. Por ello R. C. Adams, uno de los propietarios de la ciudad, lo cambió al año siguiente a Midway. Desde entonces se llamó así.
Entre 1890 y 1899 la población allí alcanzó un máximo de 6.000 habitantes durante la fiebre del oro. En 1899 el pueblo se conectó al Canadian Pacific Railway.
El otorgamiento del autogobierno local (constituido como Municipio del Pueblo) se produjo el 25 de mayo de 1967 y posteriormente confirmado el 30 de septiembre de 1969.

## Demografía
El censo de 2016 dio a la comunidad una población de 649 habitantes. Según el censo de 2011, la comunidad todavía tenía una población de 674 residentes. Respecto al último censo de 2011, la población ha disminuido en un 3,7 %, contrario respecto a la tendencia provincial, mientras que la población promedio provincial aumentó en un 5,6 %. En el período censal de 2006 a 2011, la población de la comunidad disminuyó en un 8,5 %, por encima del promedio, mientras que el promedio provincial aumentó en un 7,0 %.
Como parte del censo de 2016, la comunidad tenía entonces una media de edad de 54,2 años. La edad media de la provincia era de solo 43,0 años en 2016. La edad promedio en la comunidad era de 60,2 años y de 42,3 años en la provincia.

## Administración
La ciudad está siendo administrada por un alcalde y un concejo municipal compuesto de cuatro miembros, y que son elegidos por cuatro años.

## Características turísticas
El Kettle Valley Rail Trail, una ruta de senderismo en la ruta del antiguo ferrocarril Kettle Valley, comienza en Midway.

## Tráfico
En Midway hay una pista de aterrizaje de césped para aviones pequeños y la ciudad es atravesada en dirección este-oeste por la autopista 3, la autopista Crowsnest.